# Lingua Proto-Nahua
Il proto-nahua è un'ipotetica lingua evolutasi dalle lingue uto-azteche. Difatti, è il più comune antenato da cui le lingue nahua si sono evolute.

## Origine
Non è chiaro quando e dove il proto-nahua fu parlato. Secondo le fonti, i popoli Nahua emigrarono da Aztlán verso sud, nel Messico centrale. Siccome le restanti lingue uto-azteche si trovano più a nord, la zona di origine del proto-nahua si considera ubicata a nord dell'area di estensione attuale delle lingue nahua; generalmente tra la California meridionale e il Messico settentrionale.
Tuttavia, un'ipotesi differente dettata dalla giornalista Jane Hill vede l'origine del proto-nahua in Mesoamerica, e che le popolazioni nahua siano solo i resti di una migrazione di massa verso nord.

## Fonologia
Le seguenti variazioni fonologiche sono condivise da tutte le lingue nahua:
- La *t uto-azteca diventa un'affricata laterale sorda *t͡ɬ in proto-nahua prima della *a uto-azteca[1] (proto-uto-azteco *ta:ka "uomo" diventa il proto-nahua *tla:ka-tla "uomo").
- La *p iniziale uto-azteca si perde in proto-nahua.[2] (proto-uto-azteco *pahi "acqua" diventa il proto-nahua *a:-tla "acqua").
- la *u uto-azteca converge in *i in proto-nahua[3] (proto-uto-azteco *muki "morire" diventa in proto-nahua *miki "morire").
- Le sibilanti *ts e *s uto-azteche si scindono rispettivamente in *ts, *ch e *s *ʃ.[4]
- La quinta vocale uto-azteca, ricostruita come *ɨ o *ə, confluisce in *e in proto-nahua[3] (proto-uto-azteco *nɨmi "camminare" diventa in proto-nahua *nemi "vivere, camminare").
- Molte metatesi modificano le radici uto-azteche dove dalla forma *CVCV diventa *VCCV in proto-nahua.[5] (proto-uto-azteco *pu:li "legare" diventa in proto-nahua *ilpi "legare").

## Morfologia
Il proto-nahua era una lingua agglutinante, e i suoi termini possedevano suffissi complessi per una varietà di scopi e con parecchi morfemi uniti fra loro.